# Abbatiale Notre-Dame-et-Saint-Edme de Pontigny
Pour les articles homonymes, voir Abbatiale Notre-Dame.
La cathédrale Notre-Dame-et-Saint-Edme de Pontigny, ancienne église abbatiale du monastère cistercien de Pontigny, devenue église paroissiale du village du même nom après la Révolution française, est depuis 1954 l'église cathédrale de la prélature territoriale de la Mission de France. Le nom d'abbatiale lui est encore généralement attribué.

## Localisation
L'église est située au nord de la Bourgogne, dans le département français de l'Yonne et la commune de Pontigny.

## Description
L'abbatiale abrite le tombeau de saint Edme, du XVIe siècle, avec son dais des XVIIIe et XIXe siècles ainsi que le reliquaire de son bras. On y trouve également la plaque funéraire d'Edme Robinet et le tombeau d'Hugues de Mâcon, premier abbé de Pontigny, évêque d'Auxerre.

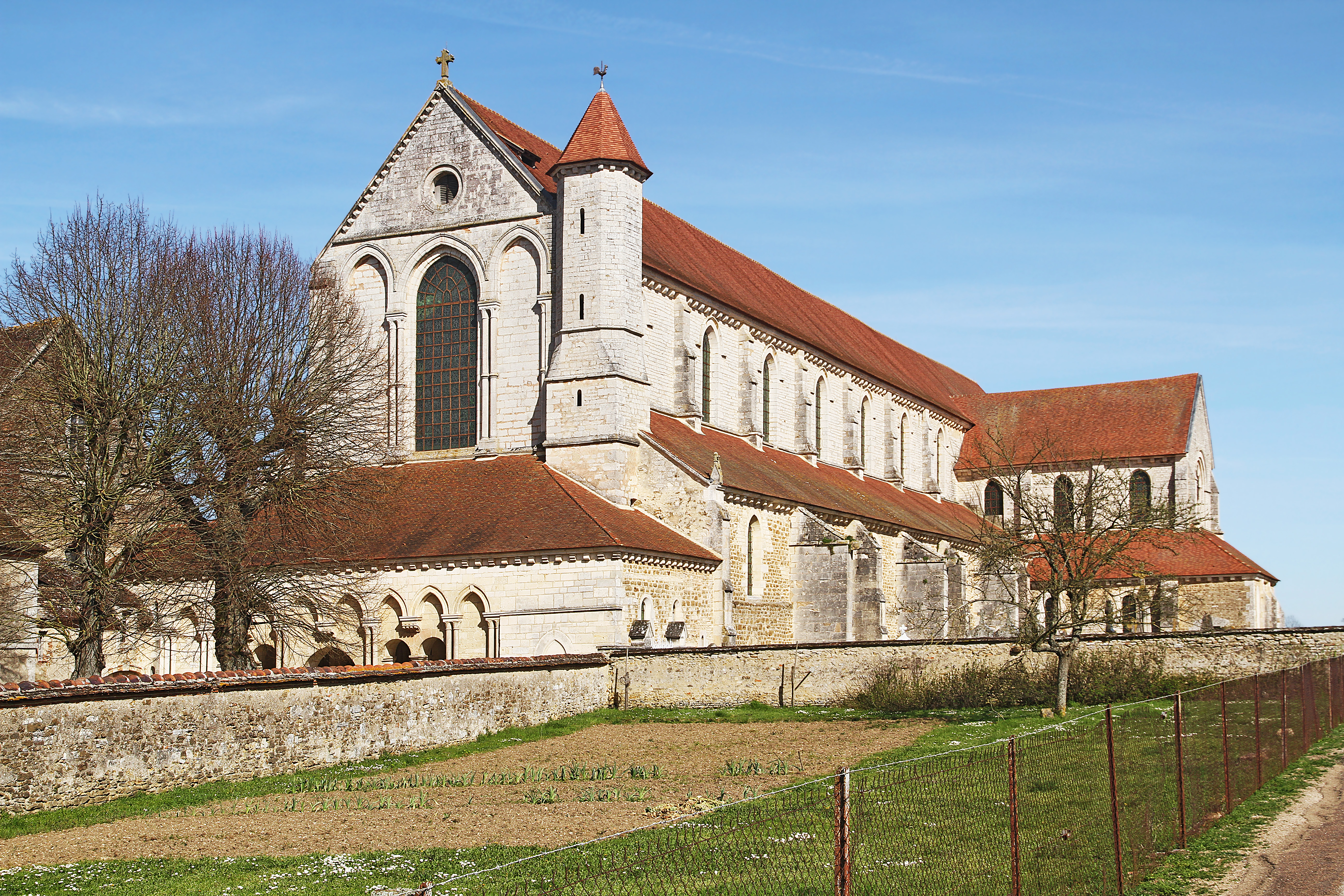
L'abbatiale dans son enclos.
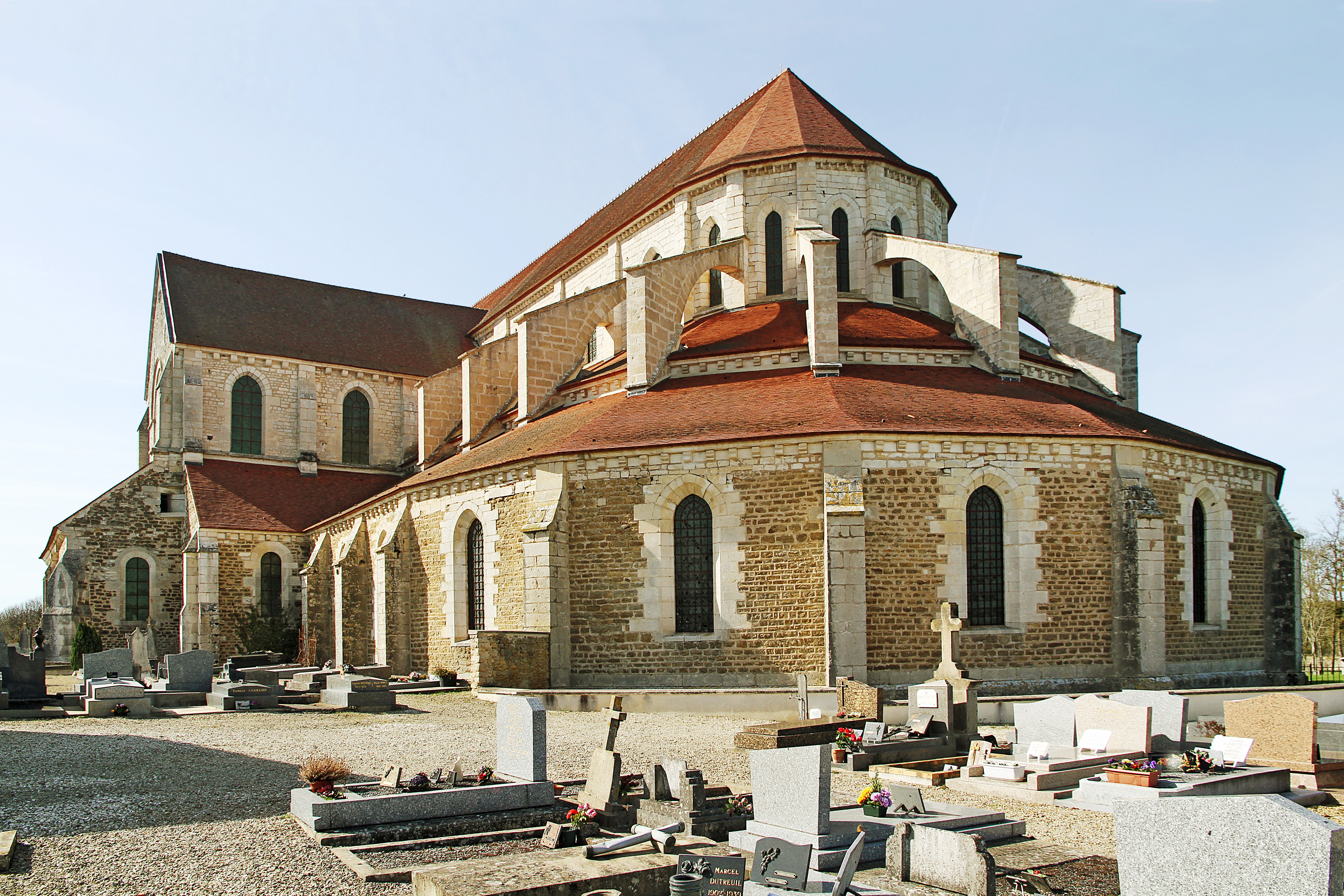
Abside à deux niveaux et contreforts.
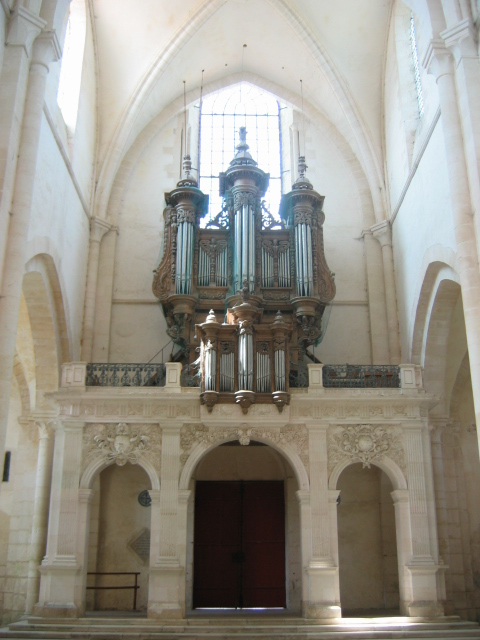
Orgues et tribune.
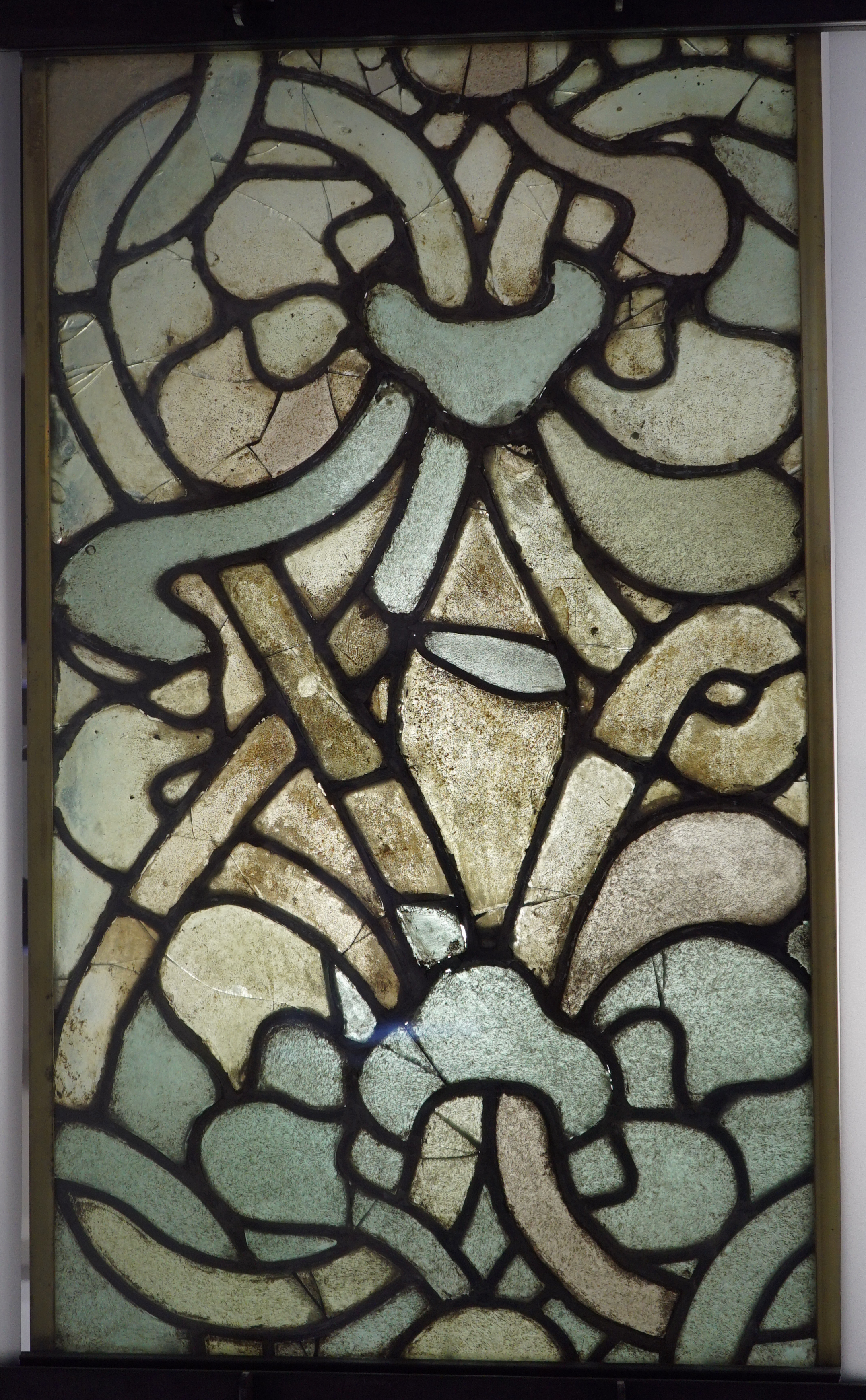
Vitrail du XIIIe siècle.

Orgues et tribunes : une tribune en pierre taillée du XVIIe siècle.

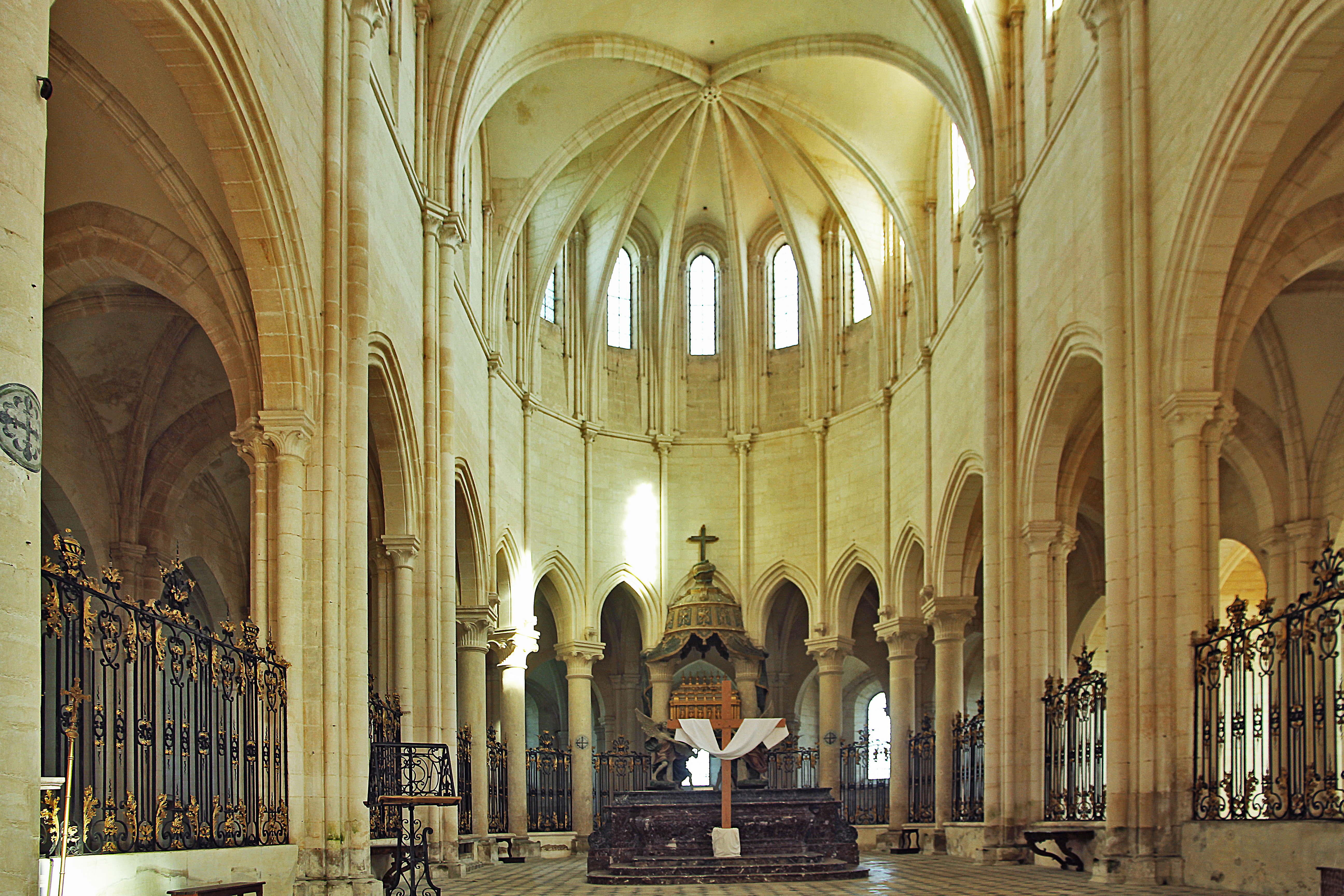
Chœur et autel  Classé MH (1991)[3].
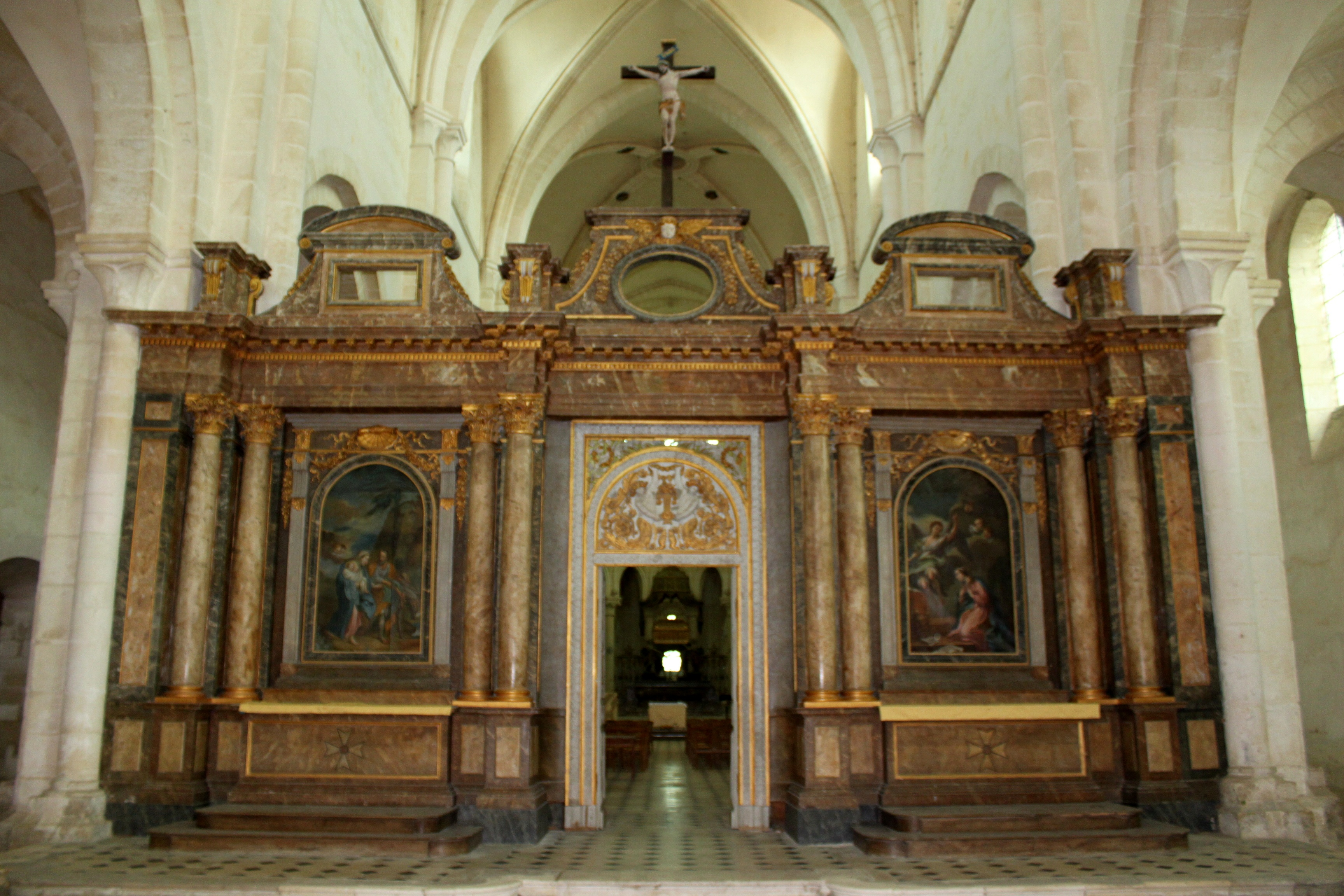
Clôture de chœur.
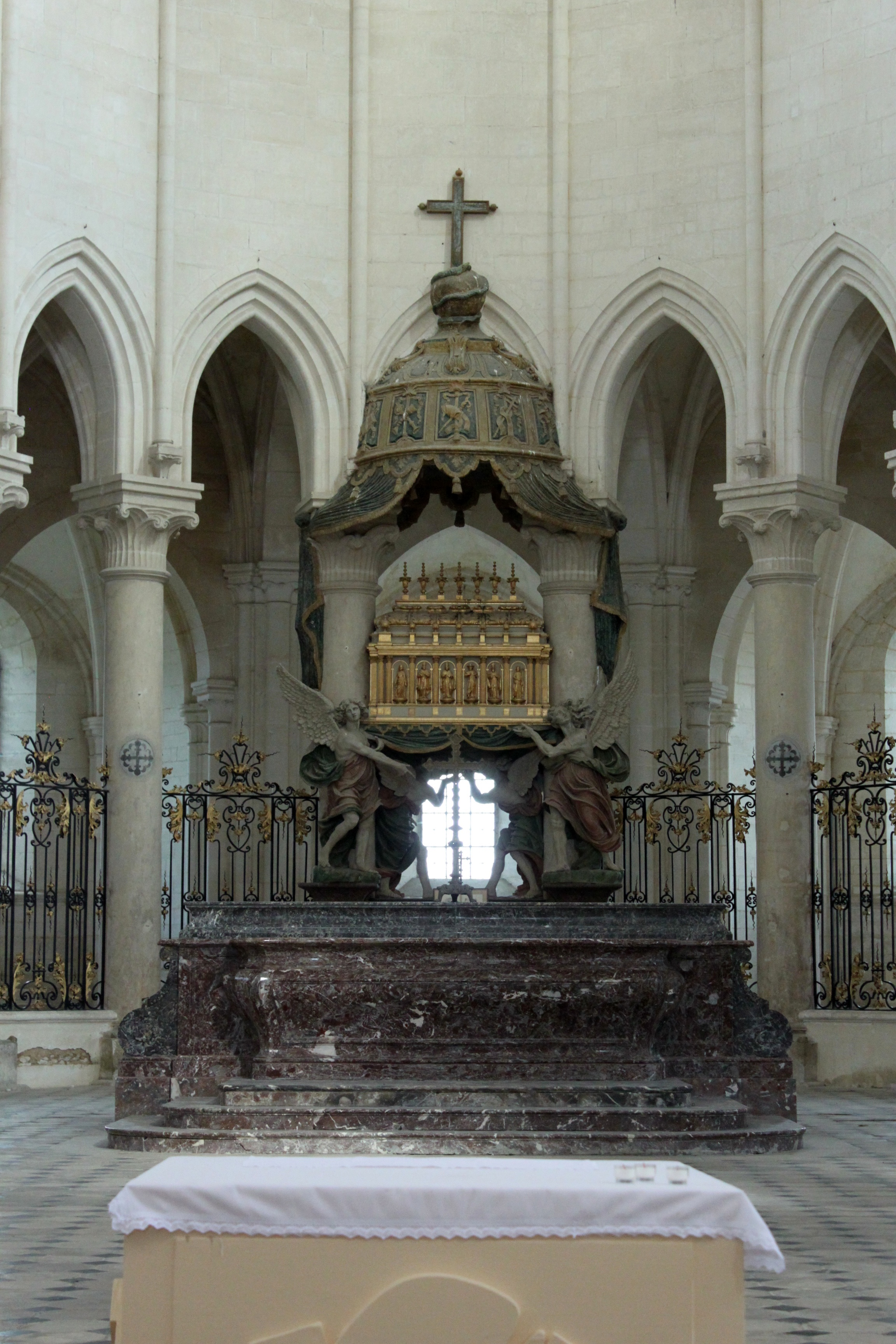
Dais du tombeau de St Edmé
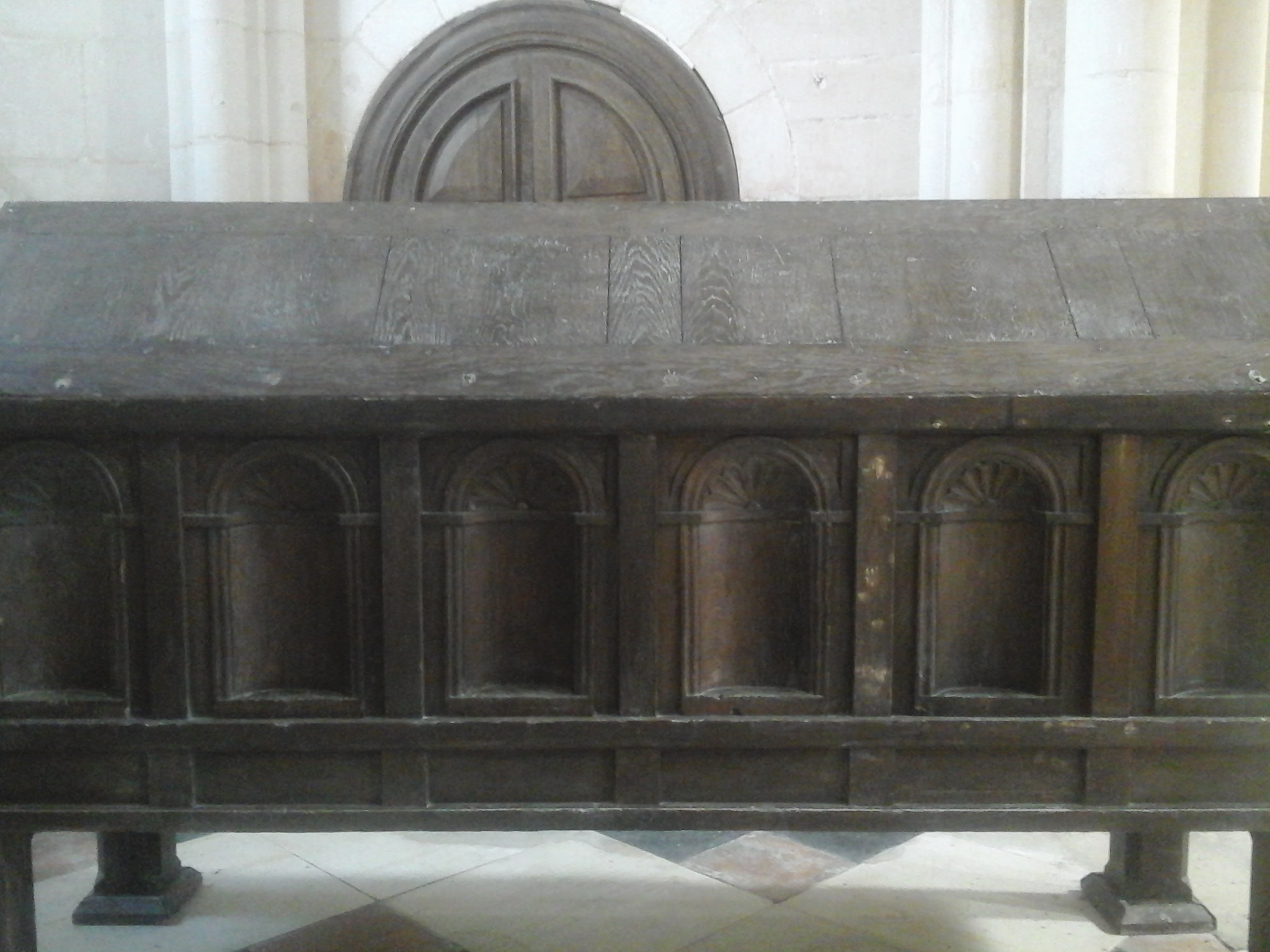
et sa chasse de procession.
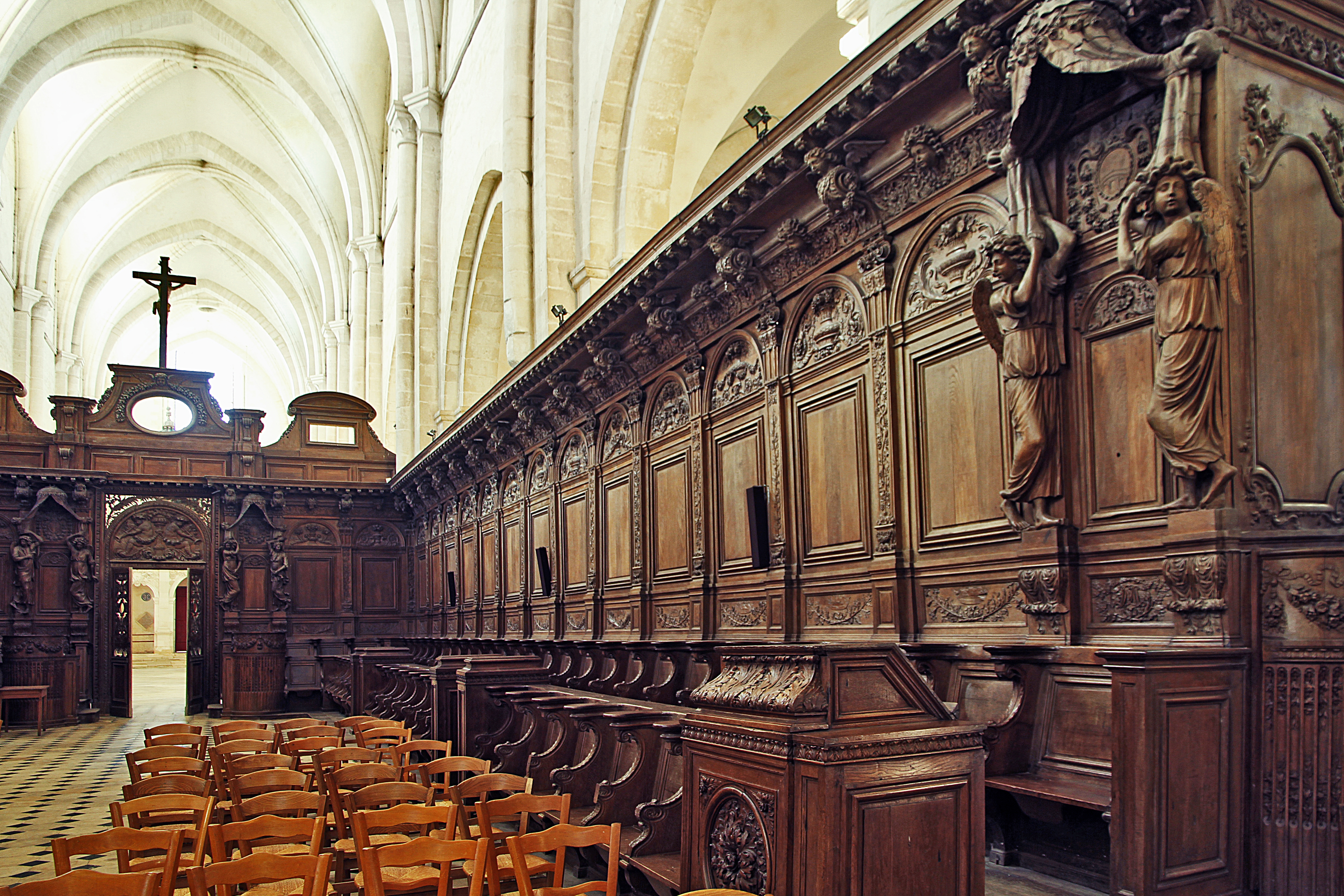
Stalles XVIIe et XVIIIe siècles  Classé MH (1840)[4].
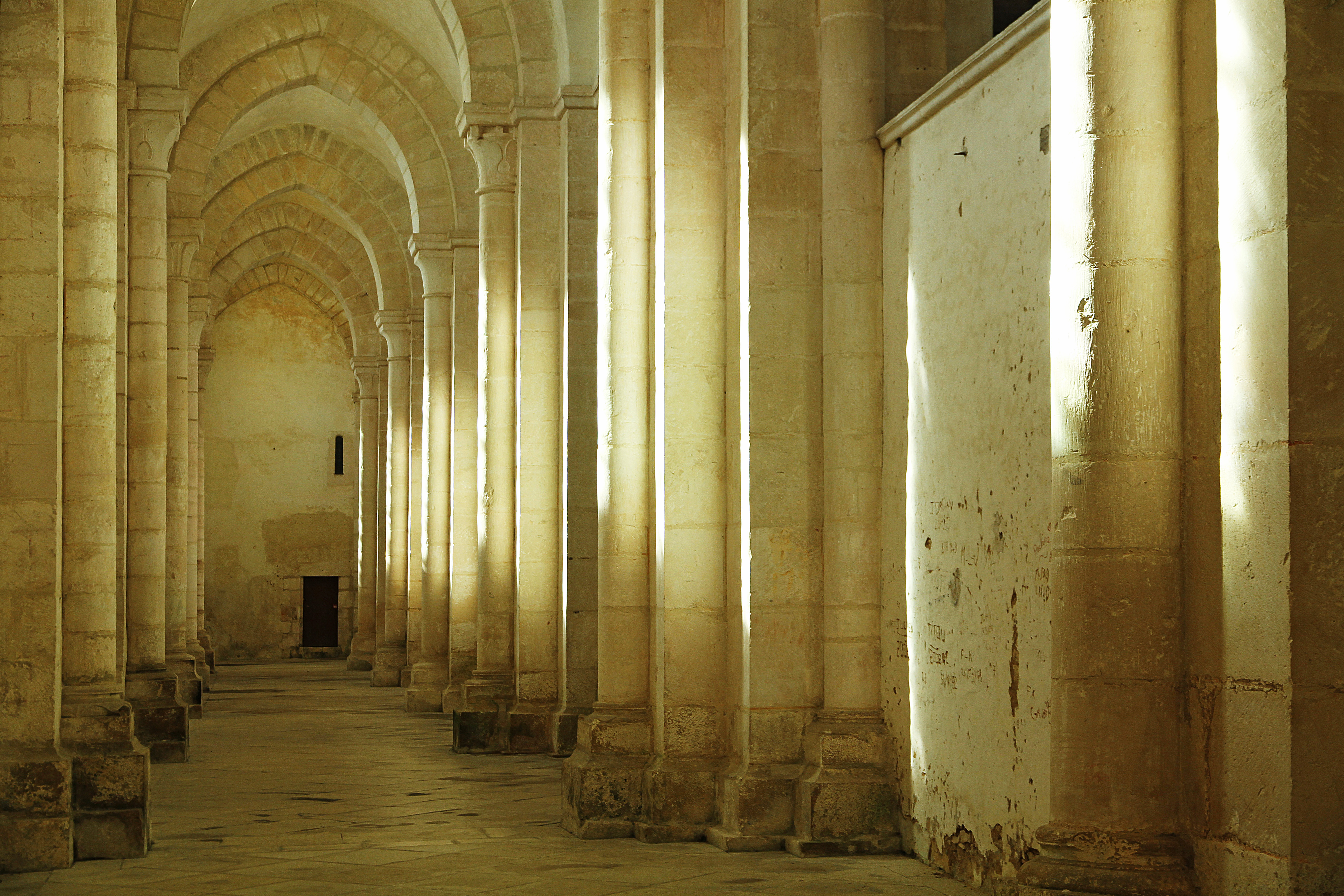
Ambiance cistercienne dans un collatéral.

## Historique
L'édifice est classé au titre des monuments historiques en 1840  Classé MH (1942).

### Liens Externes
- Les Amis de Pontigny - Abbaye de Pontigny
- Abbaye Notre-Dame-et-Saint-Edme de Pontigny Archives départementales de l'Yonne
- L'orgue de l'abbatiale de Pontigny retrouve enfin sa voix (L'Yonne républicaine, 6 janvier 2024)
- Bibale - Abbaye Saint-Edme (Pontigny, Yonne) (personne)
- Consultation de la fiche du sanctuaire Saint-Edme-de-Pontigny - sanctuaires.aibl.fr
- Pontigny - l'Art Roman en Bourgogne